# Amastris triviale
Amastris triviale är en insektsart som beskrevs av Broomfield 1976. Amastris triviale ingår i släktet Amastris och familjen hornstritar. Inga underarter finns listade i Catalogue of Life.